# Albert (cantant francès)
Albert fou un cantant francès de la primera meitat del segle xviii. Encara molt jove, debutà amb el paper de Teseo en l'òpera Philomèle de Lacoste. Després de romandre una temporada a Lió, tornà al teatre de l'Òpera de París el 1737, on prengué part en moltes obres, entre altres a: Zaide, La reine de Grenade, Castor et Pollux, Don Quichotte chez la duchesse, Leandre et Hero, etc. Morí en edat molt avançada.